# Extramiana
Extramiana es una localidad y una entidad local menor situada en la provincia de Burgos, comunidad autónoma de Castilla y León (España), comarca de Las Merindades, partido judicial de Villarcayo, municipio de Merindad de Cuesta-Urria.

## Geografía
Es un pueblo situado en el norte de la provincia de Burgos en la vertiente mediterránea,  y al pie de la Sierra de Arcena. Se accede por la carretera autonómica BU-532 que comunica Pedrosa con la BU-530 en las proximidades de Barcina del Barco. Su término se encuentra enclavado en la Merindad de Cuesta-Urria.

## Demografía
Evolución de la población
| Gráfica de evolución demográfica de Extramiana entre 2000 y 2017   |
|                                                                    |
| Población de derecho (2000-2017) según el padrón municipal del INE |

## Fiestas
Fiestas Patronales Nuestra Señora de la Merced, a finales de septiembre.

## Parroquia

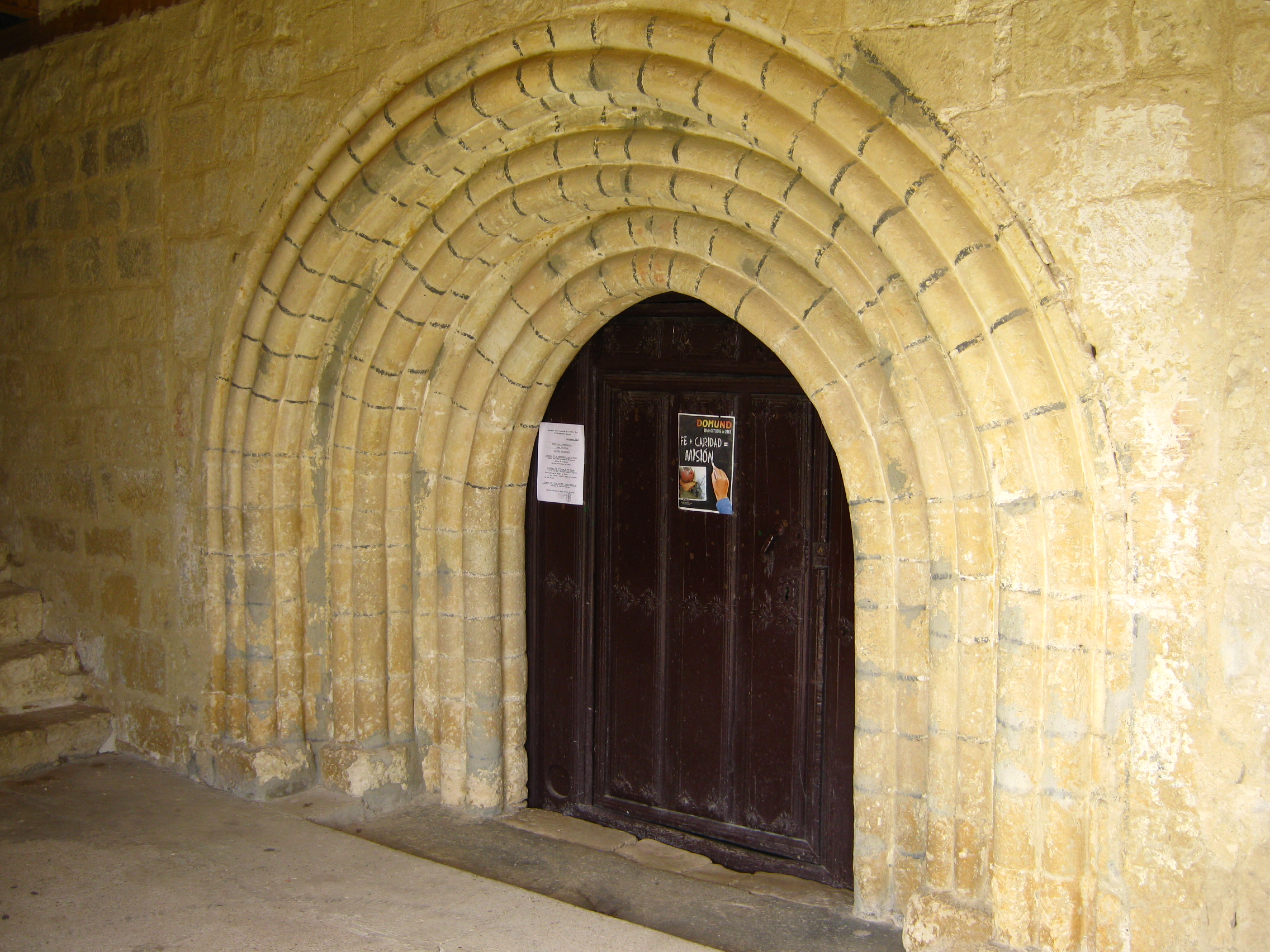
Portada de la iglesia de Extramiana

Iglesia católica de la Asunción de Nuestra Señora, dependiente de la parroquia de Pedrosa en el Arciprestazgo de Medina de Pomar, diócesis de Burgos.